# Nino Basile
Nino Basile (Palermo, 28 luglio 1866 – Palermo, 11 aprile 1937) è stato uno storico e storico dell'arte italiano.

## Biografia
La principale attività di Nino Basile fu la raccolta e lo studio dei documenti riguardanti la storia e i monumenti di Palermo. Fu pertanto un assiduo frequentatore della Biblioteca Comunale di Palermo, come peraltro dell'Archivio di stato, di archivi notarili, biblioteche e archivi privati, alla ricerca soprattutto di informazioni riguardanti gli edifici e le opere d'arte del passato. La profonda conoscenza delle fonti archivistiche e bibliografiche su Palermo ebbe origine dallo studio dell'opera dello storico ed erudito palermitano del XVIII secolo Antonino Mongitore. Fra i numerosi edifici individuati in base a descrizioni di antichi documenti si ricordano i resti della facciata della Cuba Soprana, nel corso di un rinnovamento a Villa Napoli, e i resti della chiesa normanna di Santa Maria della Speranza.
Collaborò al Giornale di Sicilia (gli articoli vennero raccolti nell'opera in tre volumi Palermo felicissima) e fu membro di numerose società e Commissioni:
- Società siciliana per la Storia Patria
- Commissione per la conservazione e la tutela dei monumenti della provincia di Palermo
- Commissione diocesana per l'arte sacra
- Commissione ordinatrice e amministratrice per l'arte sacra

## Opere
- La Cattedrale di Palermo : l'opera di Ferdinando Fuga e la verità sulla distruzione della tribuna di Antonello Gagini, Firenze: R. Bemporad & figlio, 1926
- La cupola immaginaria della Cattedrale di Palermo : metodi restaurativi e metodi polemici, memoria di Nino Basile, Palermo: Scuola Tipografica del Boccone del povero, 1935
- Serpottiana, Palermo: Trimarchi, 1935
- Palermo felicissima : divagazioni d'arte e di storia, Vol. I, Palermo: Stamperia F. Sanzo & C., 1929; Vol. II, Palermo: A. Trimarchi, 1932; Vol. III "Antiche strade e piazze di Palermo", a cura di Salvatore Cardella, Palermo: Amministrazione provinciale di Palermo, 1938